# Нетьинка
Не́тьинка — посёлок в Брянском районе Брянской области, административный центр Нетьинского сельского поселения. Расположен на шоссе Брянск — Сельцо в 2 км от городской черты Брянска, в 7 км от города Сельцо.
Имеется отделение связи, сельская библиотека и школа. Одноимённая железнодорожная станция на линии Брянск — Рославль. Посёлок связан регулярным железнодорожным и автобусным сообщением с Брянском и Сельцом.

## История
Возник в конце XIX века при железнодорожном разъезде (первоначальное название — «разъезд № 7»); с 1920-х гг. называется Нетвинка, с 1940-х гг. — Нетьинка. В первой половине XX века здесь работала фосфоритная мельница.

До 1959 года входил в Глаженский сельсовет; в 1959—1982 гг. — в Толвинский сельсовет; с 1982 года — центр Нетьинского сельсовета. В октябре 2023 года  случился протест из-за попытки администрации закрыть местную библиотеку.
| 2010 | 2012  | 2013  |
| ---- | ----- | ----- |
| 1680 | ↗1691 | ↗1705 |